# Cape Mendocino
Cape Mendocino is een kaap in de Grote Oceaan langs de westkust van Noord-Amerika, meer precies gelegen aan de Lost Coast in Humboldt County, in het noorden van Californië. De kaap is onderdeel van de King Range. Het is het westelijkste punt van de staat Californië. De dichtstbijzijnde nederzetting is Petrolia, 16 km ten zuidoosten van de kaap.
Cape Mendocino is lange tijd een herkenningspunt geweest voor de scheepvaart sinds zijn ontdekking in de 16e eeuw. Spaanse handelsschepen voeren vanwege de dominante westenwind in de Grote Oceaan tot aan de Californische kust, om dan langs de kust naar Acapulco in het zuiden te varen. In 1868 werd de eerste vuurtoren op de kaap gebouwd.
Het gebied is een van de meest seismisch actiefste gedeelten van de Amerikaanse westkust. Op 25 en 26 april 1992 troffen drie hevige aardbevingen het gebied, alle met epicentra voor de kust. De aardbevingen zijn gerelateerd aan de Cascadiasubductiezone voor en onder de kust van Californië. In de zee voor Cape Mendocino ligt de triple junction tussen drie tektonische platen: de Pacifische Plaat, de Noord-Amerikaanse Plaat en de Gordaplaat.